# Titija
Titija, Titije ili Titij (grč. Τιτυός, Tituós) u grčkoj mitologiji div je, Elarin i Zeusov, Prometejov i Europin ili pak Gejin sin.

## Mitologija
Zeus je skrio Elaru, svoju ljubavnicu, od svoje ljubomorne žene Here, postavivši je duboko ispod Zemlje. Ondje je rodila Titiju kojeg se zbog rođenja u zemlji često naziva i Gejinim sinom. 
Pokušao je silovati Letu, a ubili su ga Apolon i Artemida. Za kaznu je rastegnut u Hadu gdje su se dvije ptice grabljivice hranile njegovom jetrom. Sličnu je kaznu snosio Prometej.
Titijina je kćer Europa.

## Vanjske poveznice
- Titija u klasičnoj literaturi i umjetnosti (engl.)